# Puerta de San Andrés (Autun)
La puerta de San Andrés, también conocida como puerta de Langres, es una de las cuatro puertas del recinto augustal de Augustodunum (Autun) junto con la puerta de Arroux.
Por esta puerta, que data del siglo I, sale de Autun el camino que lleva a Langres. La puerta monumental fue parcialmente reconstruida en la antigüedad y luego restaurada en el siglo XIX bajo la dirección de Eugène Viollet-le-Duc. Está catalogado como monumento histórico desde 1846. 

## Contexto geográfico

Trazado de las antiguas murallas de Autun.

La antigua ciudad de Augustodunum estaba cercada en la época de Augusto por una muralla de 6 km de longitud, construida a media altura de la colina sobre la que se construyó la ciudad. Este recinto estaba atravesado por cuatro puertas principales, situadas aproximadamente en los cuatro puntos cardinales: la puerta de Arroux al norte, la puerta de Saint-André al este, la puerta de Roma al sur y la puerta de Saint-Andoche al oeste.
Las puertas de Arroux y de San Andrés se conservan bastante bien, la puerta de Saint-Andoche permanece en forma de restos, pero la puerta de Roma ha desaparecido por completo.
El cardo maximus cruza la ciudad de norte a sur. Perpendicularmente, de este cardo parten dos vías, pero no enfrentadas, para unir la Puerta Saint-Andoche al oeste y la Puerta de San Andrés al este. Estas dos vías no deben considerarse ciertamente como el decumanus maximus de la ciudad, aunque la presencia de las puertas en su extremo les confiere ciertamente un estatus particular. La puerta también se llama «puerta de Langres» porque la carretera que controla conduce a Andemantunnum (Langres).

## Descripción

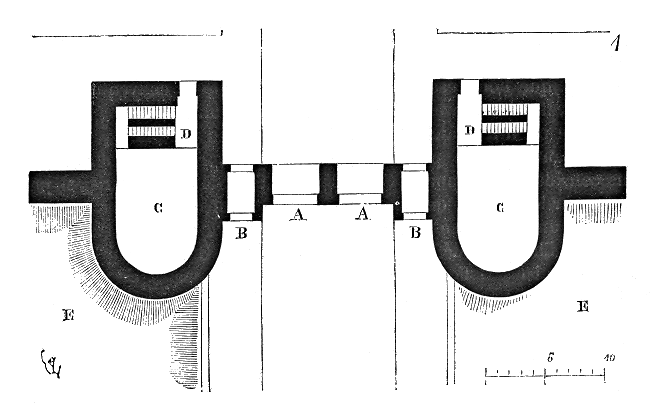
Puerta de San Andrés (plano de Eugène Viollet-Le-Duc).

La planta baja está perforada por cuatro aberturas en arco. Los pasillos centrales, de 4,09 m de ancho en el lado de la ciudad, están construidos a horcajadas de la carretera y se destinaron al paso de vehículos y jinetes. Las aberturas laterales, más estrechas (1,94 m), están situadas en la prolongación de las aceras y son para uso de los peatones Estos pasos de peatones sobresalen en relación con las calzadas. El primer piso consiste en una galería de diez arcadas, tanto en el lado de la ciudad como en el del campo, por la que pasa el adarve de la muralla. En esta configuración, la puerta tiene 14,60 m de altura.
La planta baja está construida en piedra caliza oolítica, la base y la galería del primer piso con arcosa. El estilo de los capiteles de la galería, sin ser del orden jónico clásico, es similar.
A ambos lados de la puerta, dos torres monumentales de unos 10 m de ancho servían de vigía. Están construidos en forma de ábside hacia el exterior de la ciudad, con una fachada plana hacia el interior.
Es posible que un edificio desaparecido en el lado de la ciudad delimitara un patio interior formando un vestíbulo como en la Puerta de Arroux, pero no se ha podido demostrar.
Los historiadores y arqueólogos no se ponen de acuerdo sobre la función defensiva de las antiguas murallas y puertas de Augustodunum. Sin embargo, sí coinciden en los aspectos estéticos y monumentales de estas construcciones. Augustodunum era una ciudad poderosa y rica, que gozaba de la protección del emperador, y eso había que demostrarlo.

## Datación y restos
El monumento fue construido, como el resto del recinto, durante el reinado de Augusto. Sin embargo, es difícil decir si esta construcción pertenece al principio o al final del reinado de Augusto, antes o después del cambio de era. Por otra parte, la galería fue completamente reconstruida o ampliamente reformada en la Antigüedad, sin que fuera posible una mayor precisión, lo que se refleja en el uso de un material diferente, la arenisca feldespática, que se encuentra a unos diez kilómetros al este de Autun, en sustitución de la piedra caliza.
Ya en 1250 se documenta la conversión de la torre del flanco norte en una iglesia. Una capilla cierra el paso peatonal adyacente. La torre fue vendida como propiedad nacional durante la Revolución francesa. El Estado lo compró en 1844 y confió su restauración a Eugène Viollet-Le-Duc. Este se esforzó por devolver al conjunto de la puerta su aspecto antiguo y decidió reconstruir las partes demasiado dañadas de forma idéntica. Su restauración parece ser fiel, excepto el techo de la galería superior. Gracias en parte a estas restauraciones, la puerta de Sain Andrés parece ser la mejor conservada de Autun. La parte central está casi intacta, aunque su galería ha sido reconstruida en gran parte, y su torre del flanco norte, aunque muy alterada, conserva su huella. La torre del flanco sur ha desaparecido. 
Los restos de la puerta de San Andrés fueron catalogados como monumento histórico en 1846.
Desde 1945, la torre conservada de la puerta es un templo protestante.

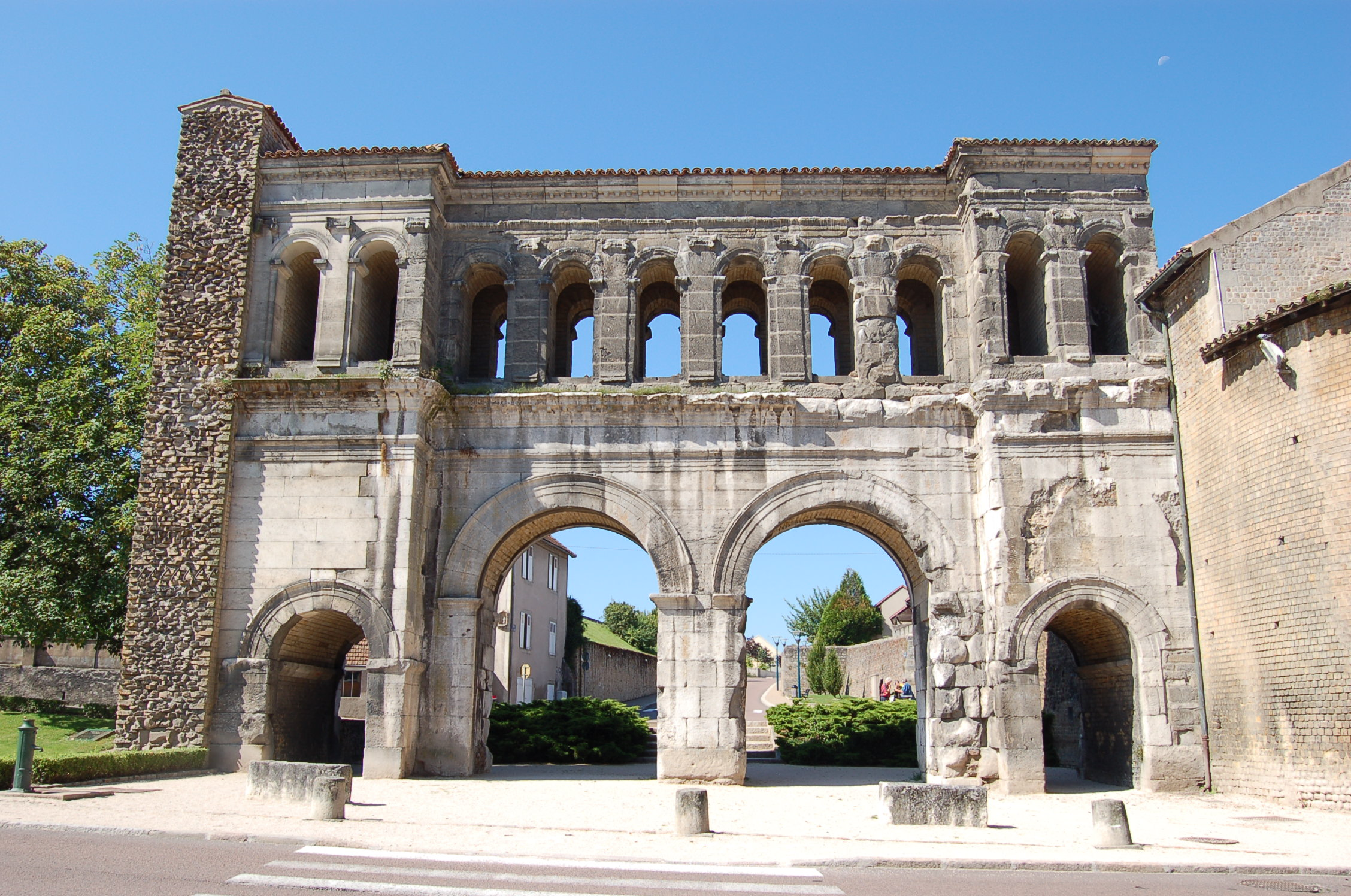
Vista general de la puerta desde el lado del campo.
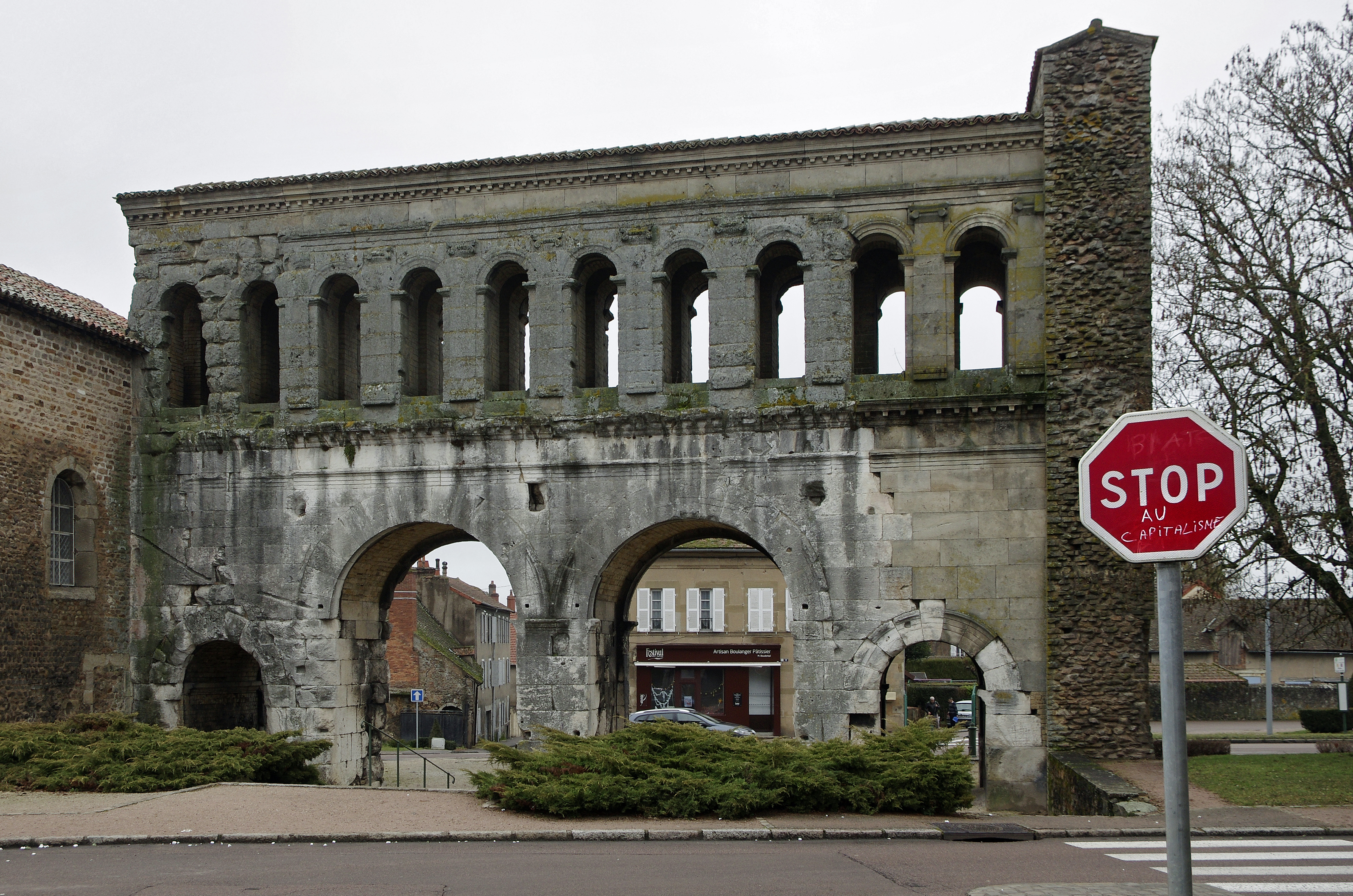
Vista general de la puerta desde el lado de la ciudad.
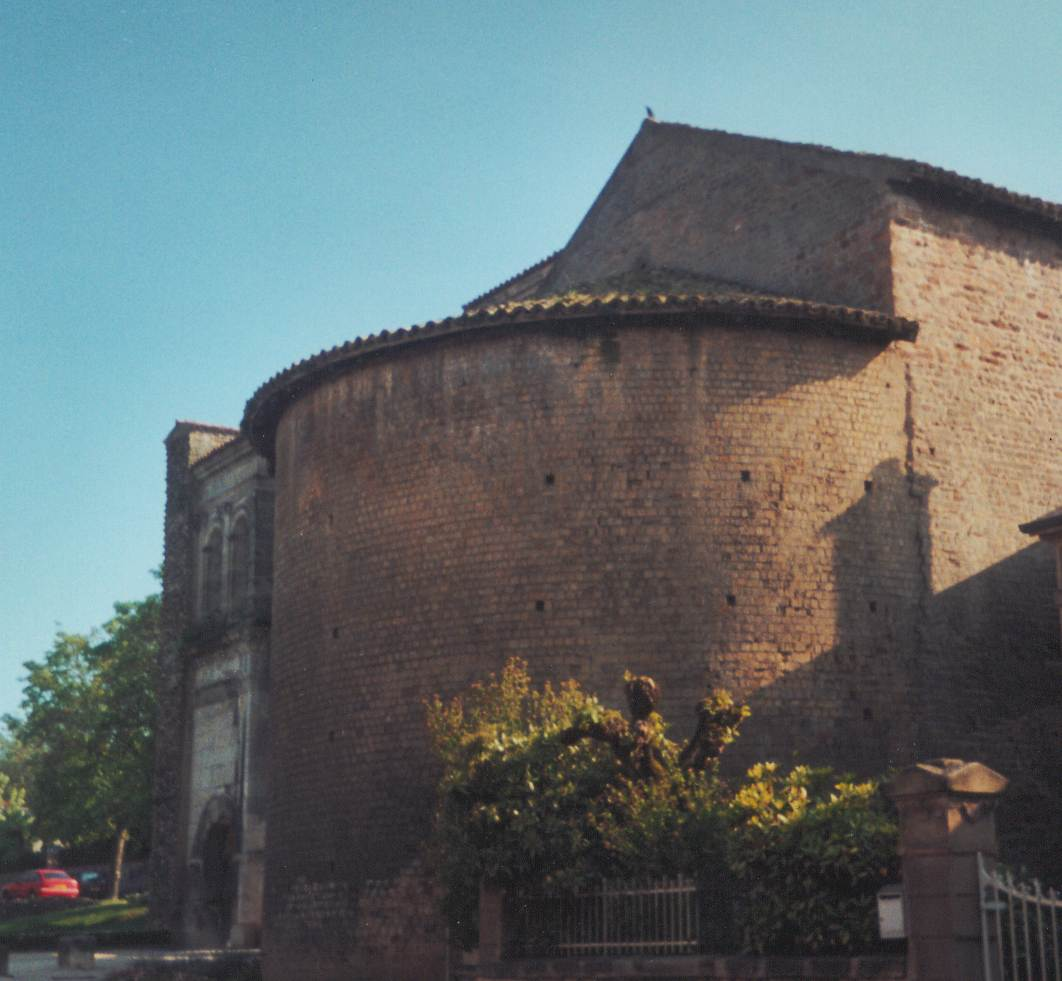
Ábside de la torre norte desd el lado del campo.
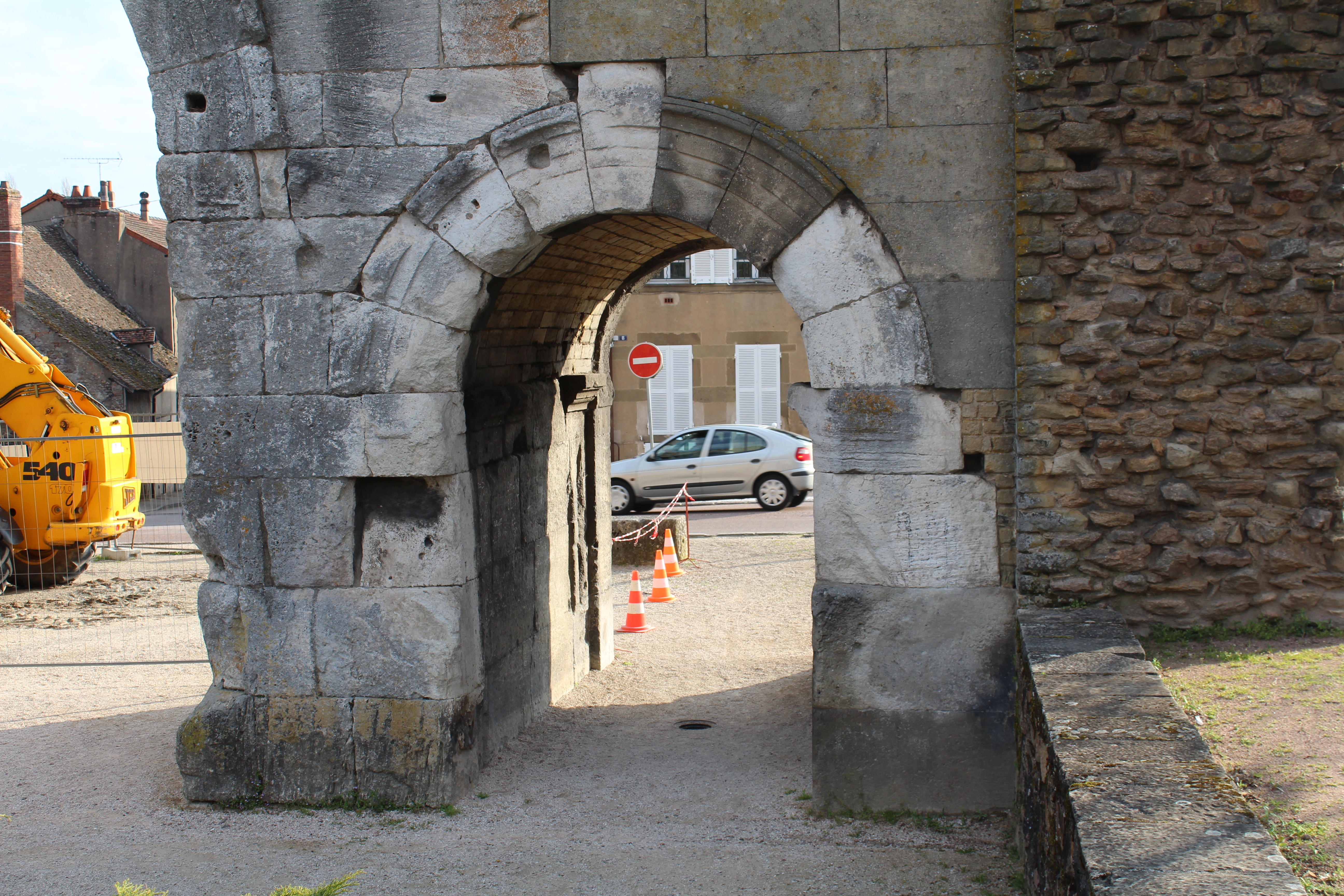
Detalle de un paso de peatones.}}
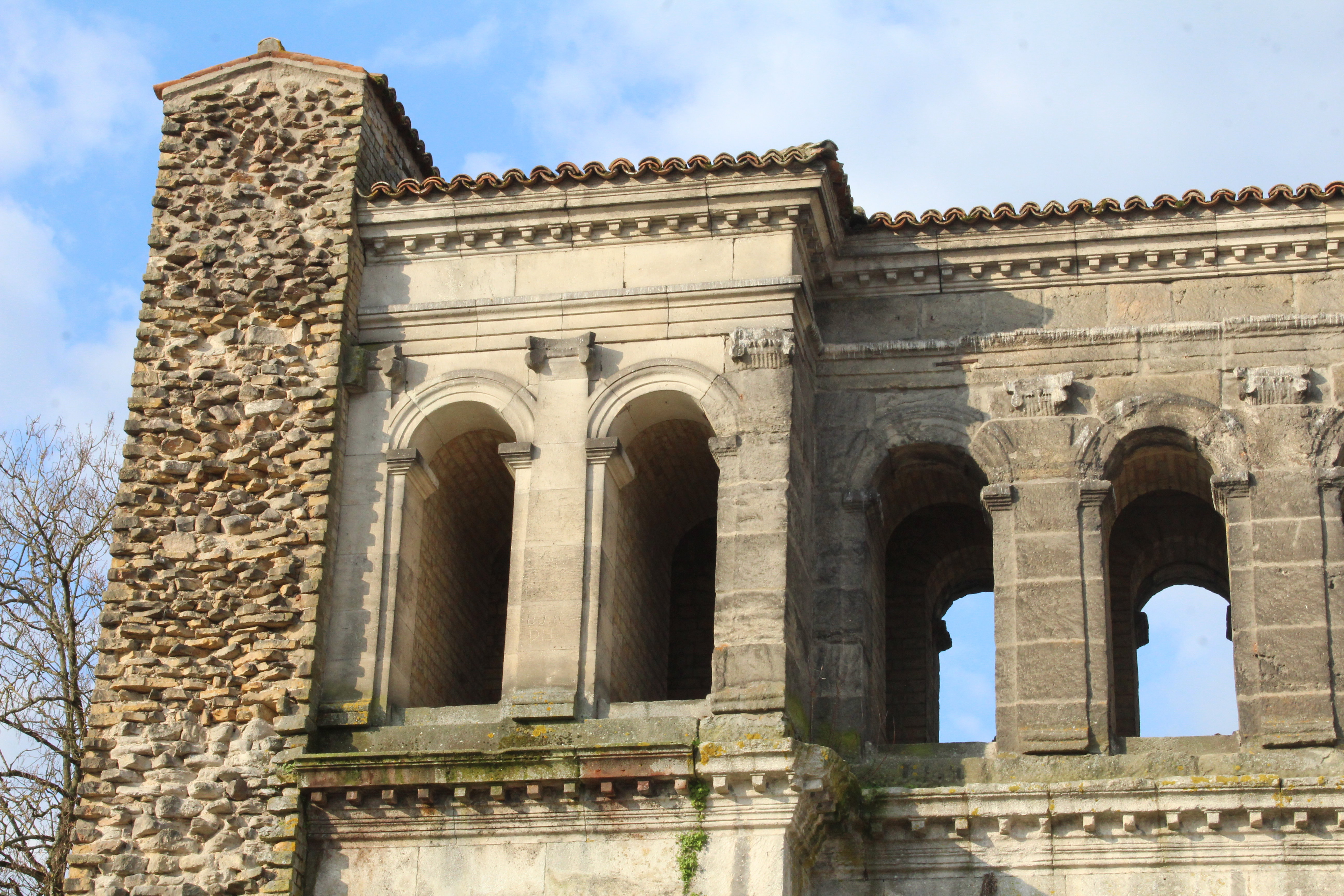
Restauraciones de Viollet-Le-Duc (piedras claras)
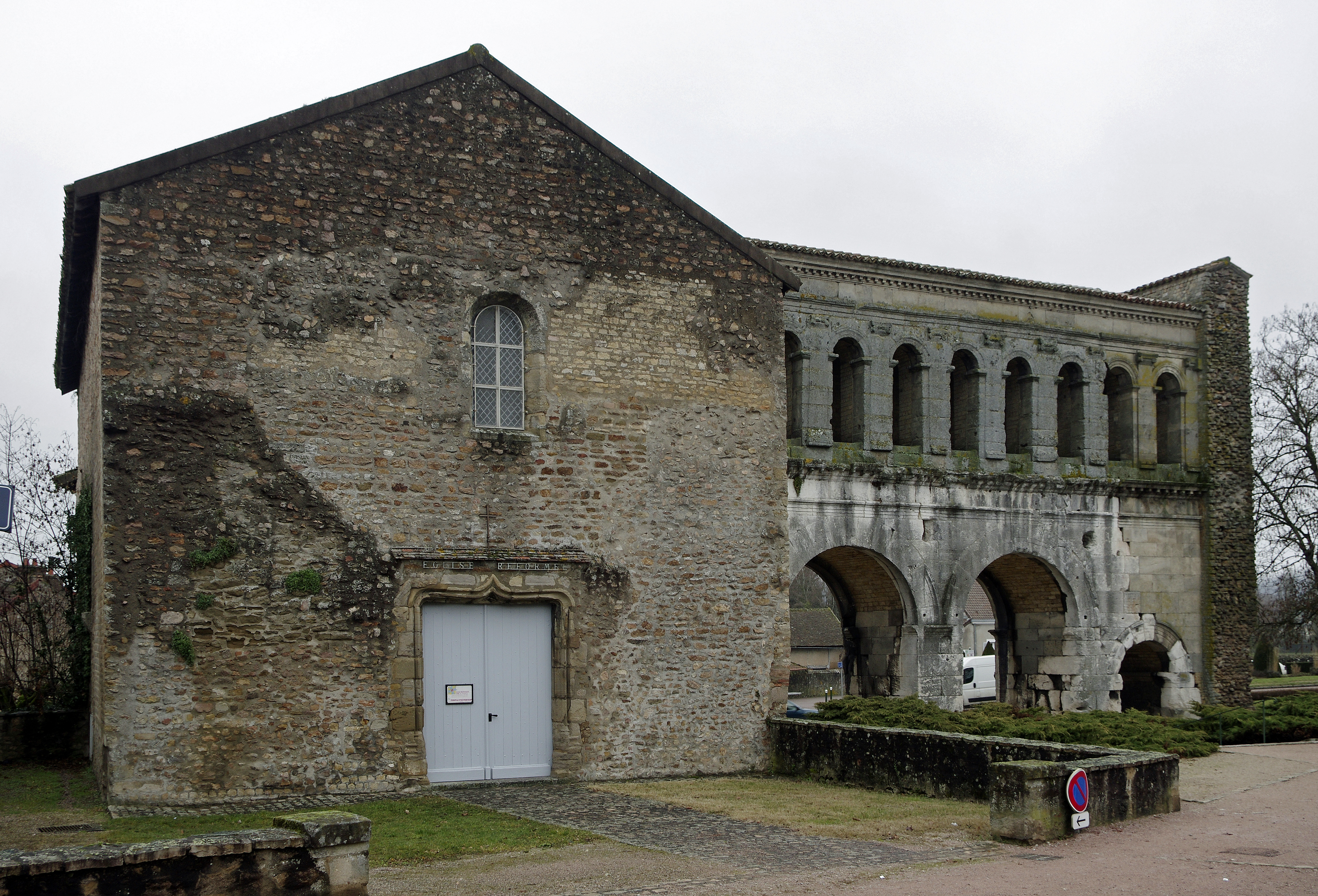
Templo protestante en la torre.